# Phytochemistry Letters
Phytochemistry Letters is een wetenschappelijk tijdschrift dat zich richt op de fytochemie. De Phytochemical Society of Europe heeft het tijdschrift in 2008 opgericht. Jaarlijks verschijnen vier nummers, die worden gepubliceerd door Elsevier. De hoofdredacteur is Simon Gibbons. 
Het tijdschrift publiceert artikelen van twee tot vier pagina's met betrekking tot alle aspecten van plantenstoffen. Voorrang wordt gegeven aan artikelen met een originele invalshoek, artikelen die in het algemeen interesse aanwakkeren of bijdragen aan nieuwe ontwikkelingen. Met name de inzending van artikelen die zich richten op de ontwikkeling van een methodologie of die multidisciplinaire studies beschrijven wordt aangemoedigd. Voor publicatie ondergaan artikelen peer review. 
Een onderwerp dat aan bod kan komen, is de opheldering van de structuur van secundaire plantenstoffen. Een ander onderwerp is het verband van fytochemie met etnobotanie. Voorbeelden hiervan zijn de opheldering van de fytochemie van medicinale planten en een farmacologisch-biologische evaluatie van deze planten. 